# جوليان فيرغسون
جوليان فيرغسون هو سياسي كندي، ولد في 2 يونيو 1895 في باري في كندا، وتوفي في 6 مايو 1965. حزبياً، نشط في الحزب الكندي التقدمي المحافظ. وقد انتخب عضو مجلس العموم الكندي.